# Malcolm Cooper
Malcolm Douglas Cooper, MBE (Camberley, 20 de dezembro de 1947 - 20 de dezembro de 1947) foi um atirador olímpico britânico, bicampeão olímpico.

## Carreira
Malcolm Cooper representou a Grã Bretanha em quatro Olimpíadas, em 1972, 1976, 1984 e 1988, conquistou a medalha de ouro em 1984 e 1988, na carabina em três posições.